# Spinalna anestezija
Spinalna anastezija je tehnika regionalne anestezije, ki se izvede tako, da se lokalni anestetik vbrizga v subarahnoidni prostor, kar se vidi kot iztekanje likvorja skozi punkcijsko iglo.